# Aloysia citrodora
Pour les articles homonymes, voir verveine du Pérou.
Espèce
Classification phylogénétique
Aloysia citrodora (anciennement connue sous le nom Lippia citriodora), la verveine odorante, la verveine citronnelle ou la verveine du Pérou (pays où elle est connue sous le nom de cedrón), est une plante ligneuse de la famille des Verbenaceae, cultivée pour ses feuilles très parfumées (au goût de citron) pour aromatiser certaines préparations culinaires et pour préparer des infusions et des liqueurs. C'est une plante originaire des Andes d'Amérique du Sud (Pérou, Bolivie, Chili, Uruguay, Équateur et Argentine) où elle pousse entre 0 m et 3 000 m d'altitude ; elle est cultivée aussi sur la côte du Pérou. Elle n'est pas rustique sous les climats tempérés.

## Dénominations
Dans les langues autochtones des Andes d'où elle est originaire cette plante est appelée jichu sokkos en quechua et suyuisa en aymara.
Entre autres noms utilisés pour l'appeler dans l'aire hispanophone on retrouve : hierba luisa (Cusco, Puno, Apurimac), acate de limón, té limón, té de caña, jichu sokkos, suyuisa y jichu cedrón, zacate de limón, santol, cañita de limón, yerba de calentura, yerba limón, limoncillo, erva cidreira, limonera, caña santa, etc.

## Description

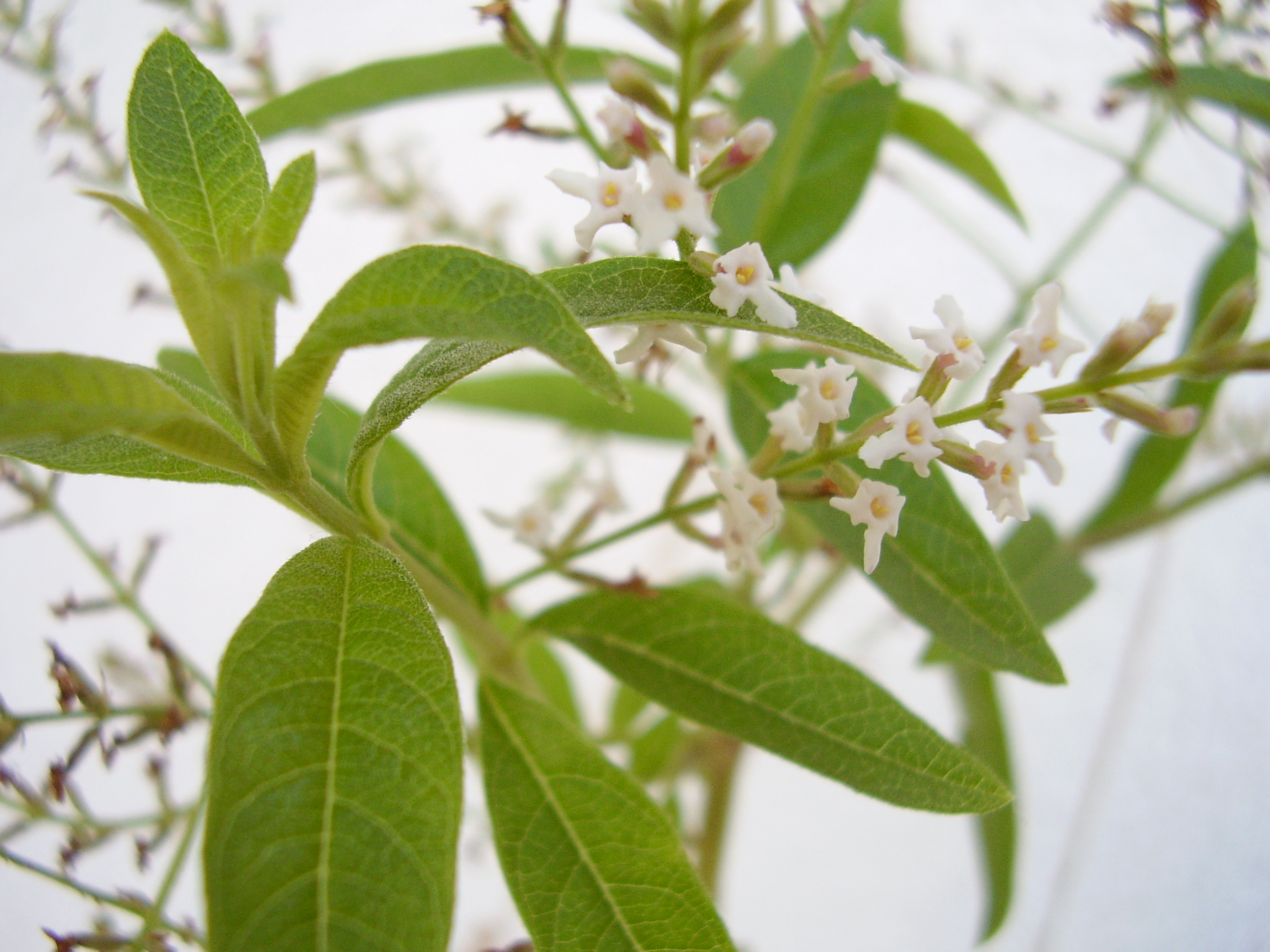
Fleurs et feuilles de Aloysia citrodora.

La verveine odorante est un petit arbuste à tige principale ligneuse, de 1 à 3 m de haut, à feuilles caduques.
Les feuilles lancéolées, terminées en pointe, presque sessiles (pétiole très court), sont vert pâle et disposées par 3. Elles exhalent une forte odeur de citron quand on les froisse.
Les fleurs petites, de couleur blanche ou mauve pâle, sont groupées en épis lâches de 10 cm de long environ. Elles ne fructifient pas en Europe.
Les principaux composants dans l'huile essentielle de verveine citronnelle sont le nérol et le géraniol, deux isomères du citral (30-35 %).

## Confusions possibles
La verveine odorante ne doit pas être confondue avec :
- la verveine officinale (Verbena officinalis), plante herbacée spontanée en Europe, appartenant à la même famille, utilisée comme plante médicinale ; elle a de petites fleurs bleues et des feuilles à la saveur amère ; elle préfère les emplacements ensoleillés dans une terre plutôt sèche et bien drainée, et craint les grands froids ; elle trouve sa place dans les jardins de curés et dans les jardins médiévaux ;
- le thym citron, appelé aussi citronnelle ;
- la mélisse, également qualifiée de citronnelle ;
- la citronnelle (Cymbopogon citratus), graminée tropicale utilisée dans la cuisine du sud-est asiatique et servant à préparer des tisanes au goût très semblable à celui de Aloysia citrodora. Confusion très fréquente dans le commerce des tisanes.

## Histoire
Le premier botaniste européen ayant remarqué la verveine citronnelle est le français Philibert Commerson, qui vers 1767 en prélève un spécimen à Buenos Aires lors du voyage de circumnavigation botanique qu'il effectue avec Bougainville. Toutefois, la plante avait déjà été auparavant discrètement importée directement au Real Jardín Botánico de Madrid, où en 1797 les professeurs Casimiro Gómez de Ortega et Antonio Palau y Verdera, sans lui consacrer une publication officielle, lui donnent le nom  Aloysia citrodora  en latin et Hierba de la Princesa (Herbe de la Princesse) en espagnol, en l'honneur de Marie-Louise de Parme, princesse des Asturies, la femme de l'Infant Charles de Bourbon, propriétaire du jardin et fils du roi Charles III. Ce nom est effectivement publié dans le premier volume de  Parte Práctica de Botánica de Palau  en 1784.
La verveine citronnelle est également ramenée du Pérou par le naturaliste français Joseph Dombey (1742-1795), qui parvient avec difficulté à l'introduire en Europe. En effet Dombey n'obtient pas même des autorités espagnoles l'autorisation de faire des semis de graines et lorsque ses collections de plantes américaines sont débarquées à Cadix en 1785, elles sont saisies et on les laisse pourrir dans les entrepôts. Il parvient à faire survivre un plant de verveine citronnelle, avec quelques autres plantes récoltées au cours de huit années passées au Pérou. Le botaniste Deleuze, rapportera plus tard la découverte en ces termes :
« De toutes les plantes que Dombey nous a fait connaître, la plus intéressante est la verveine à odeur de citron (verbena triphylla L'Her.). Cet arbrisseau, qui s'élève à 15 pieds, est de tous les végétaux qu'on peut cultiver en Europe, celui dont le feuillage a le parfum le plus délicieux. À Paris on est obligé de l'abriter dans l'orangerie pendant les fortes gelées ; dans les climats plus tempérés, il passe l'hiver en pleine terre. Déjà on en voit des haies à Florence, et M. de Ruffo l'a cultivé avec succès dans le département des Basses-Alpes. Lorsqu'il sera plus répandu dans le midi de la France, il y bordera les chemins et y formera de petits bosquets qui, par l'élégance des arbrisseaux, la légèreté de leurs panicules de fleurs d'un gris de lin, le vert gai de leur feuillage, et surtout par leur parfum suave et vivifiant, paroîtront bien préférables aux bosquets de myrte tant célébrés par les poètes. Les feuilles desséchées conservent toute leur odeur, et l'infusion en est très-agréable et très-salutaire. Si comme quelques auteurs l'ont pensé, cet arbrisseau devoit être séparé des verveines et faire un genre à part, c'est à lui que nous désirerions qu'on donnât le nom de Dombey ».
Dans le même temps Gómez Ortega fait parvenir des graines et des spécimens de la plante à Charles Louis L'Héritier de Brutelle à Paris, qui la publie sous le nom de  Verbena triphylla  dans le deuxième fascicule de son stirpes Novae en décembre 1785 ou janvier 1786. De Paris, John Sibthorpe, professeur de botanique à Oxford, obtient un spécimen qu'il introduit dans les milieux horticoles britanniques : en 1797 la verveine citronnelle est répandue dans les serres des alentours de Londres et sa popularité comme essence des bouquets parfumés va grandissant au cours du siècle suivant. Elle remporte le Prix du mérite des jardins (Award of Garden Merit) de la Royal Horticultural Society.

## Utilisation

### Usage commercial
Cette plante est utilisée au Pérou dans la composition de la boisson gazeuse nationale, appelée Inca Kola. C'est la boisson gazeuse la plus vendue au pays, devant Coca-Cola et Pepsi Cola. C'est donc une fierté nationale pour les Péruviens.

### Usage culinaire
Les feuilles de verveine odorante, fraîches ou séchées, peuvent servir à aromatiser certaines préparations culinaires (sauces, marinades, gâteaux, glaces...) Son arôme citronné convient particulièrement pour les gâteaux, les entremets et les crèmes.
Elles s'utilisent aussi en infusions (apaisantes et digestives) et peuvent servir à confectionner de délicieuses liqueurs.

### Usage médicinal
C'est cette plante qui fournit la « verveine » vendue en pharmacie et en herboristerie. On en extrait une huile essentielle utilisée en parfumerie et dans les produits de toilette.
Les feuilles d'Aloysia citrodora contiennent 0,90 % d'huile essentielle appelée « essence espagnole de Verveine », composée de citral, de limonène, de géraniol et de sesquiterpènes.
Elle est fébrifuge, antispasmodique, antifongique, sédative et eupeptique. Elle aurait aussi des propriétés répulsives envers les moustiques[source insuffisante].

## Taxonomie

### Noms français
En français, cette espèce porte les noms normalisés, vernaculaires ou vulgarisés, verveine citronelle,, Herbe-Louise, Verveine à trois feuilles, Verveine citronnée, Verveine du Pérou et Verveine odorante voire à tort Citronnelle seul.

### Synonymie
Aloysia citrodora a pour synonymes :
- Aloysia citridora Paláu
- Aloysia sleumeri Moldenke
- Aloysia triphylla Britton
- Aloysia triphylla f. serrulata Moldenke
- Cordia microcephala Willd. ex Roem. & Schult.
- Cordia microcephala Willd., 1819
- Lippia citriodora (Lam.) Kunth
- Lippia citrodora (Palau) Kunth
- Lippia triphylla Kuntze
- Lithocardium microcephalum Kuntze
- Verbena citriodora (Lam.) Cav.
- Verbena citrodora (Palau) Cav.
- Verbena fragrans Salisb.
- Verbena triphylla L'Hér.
- Zappania citriodora Lam.
- Zappania citrodora (Palau) Lam.

### Remarques
- Plusieurs auteurs préconisent le nom scientifique Verbena triphylla et rejettent le nom Aloysia citrodora. Ils considèrent, en effet, la description de Persoon d'après Ortega pour Aloysia citriodora. Or ce nom est, de fait, illégitime d'après le code de nomenclature. Les auteurs qui acceptent Aloysia citrodora considèrent généralement la description de Palau qui est antérieure à celle de Persoon.
- Le nom donné par Palau est, en outre, Aloysia citrodora et non Aloysia citriodora. La confusion entre les deux orthographes rend la situation peu claire.

### Aloysia citrodora
- (en) Catalogue of Life : Aloysia citrodora Palau (consulté le 4 décembre 2021)
- (fr + en) EOL : Aloysia citrodora Palau (consulté le 4 décembre 2021)
- (fr + en) GBIF : Aloysia citrodora Palau (consulté le 4 décembre 2021)
- (en) GRIN : espèce  Aloysia citrodora  Palau  (consulté le 4 décembre 2021)
- (en) IPNI : Aloysia citrodora   Paláu   (consulté le 4 décembre 2021)
- (fr + en) ITIS : Aloysia citrodora Paláu (consulté le 4 décembre 2021)
- (en) POWO :  Aloysia citrodora    Paláu  (consulté le 4 décembre 2021)
- (fr) Tela Botanica (France métro) : Aloysia citrodora Palau 1784 nn Aloysia citrodora Palau 1784 (consulté le 4 décembre 2021)
- (en) Tropicos :  Aloysia citrodora    Palun ex Pers.   (+ liste sous-taxons) (consulté le 4 décembre 2021)
- (en) WCVP :  Aloysia citrodora    Paláu  (consulté le 4 décembre 2021)
- (en) World Flora Online : Aloysia citrodora Paláu (+descriptions) (consulté le 26 octobre 2023)

### Autres liens externes
- Comment bien réussir la culture de la verveine citronnelle
- Verveine odorante sur medecinesnaturelles.com